# Нижегородский листок (1893)
Нижегоро́дский листо́к (рус. дореф. Нижегородскій листокъ) — газета, выходившая в Нижнем Новгороде с 1893 до 1918 годы.

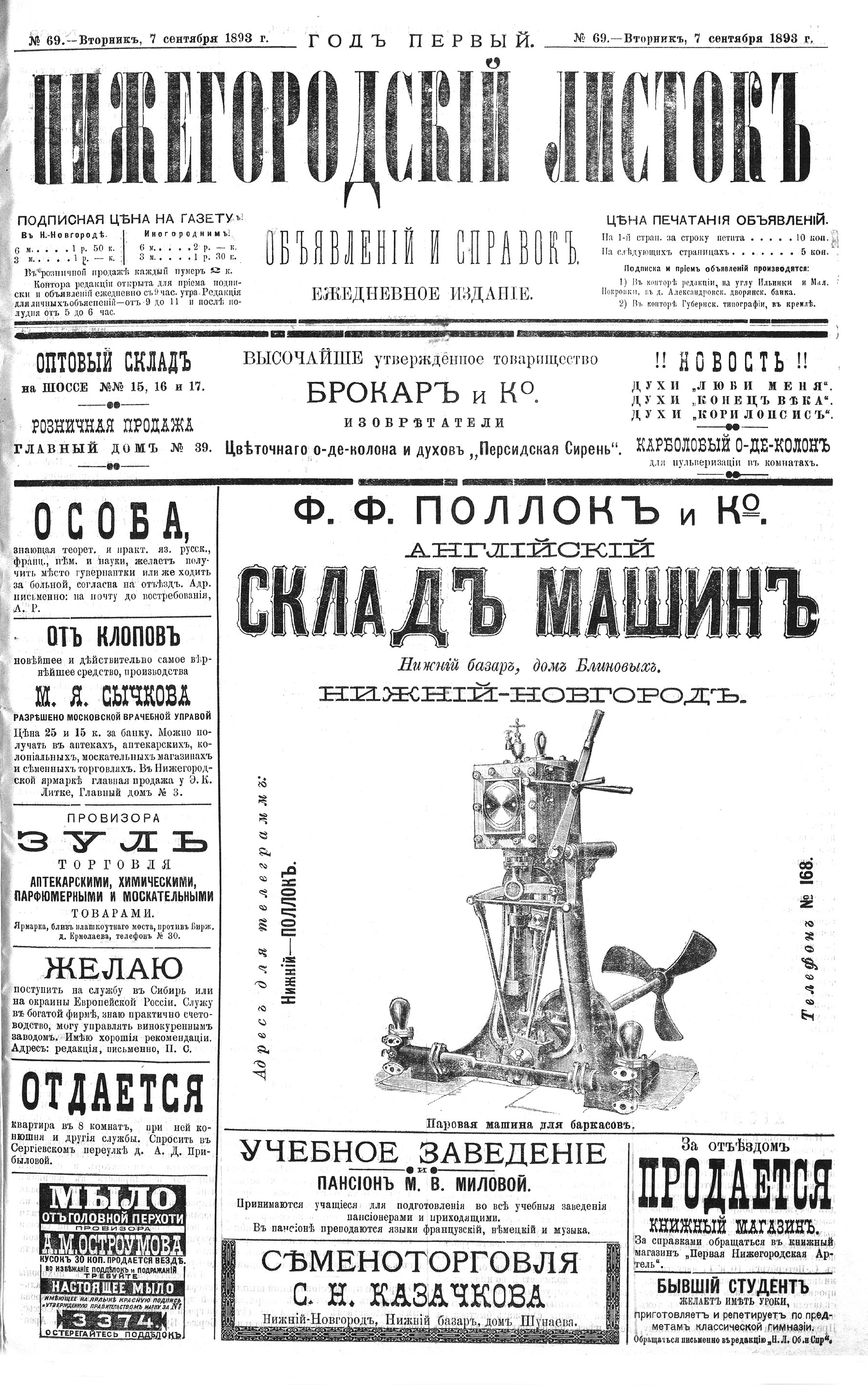
«Нижегородский листок объявлений и справок» за 7 сентября 1893

## История
Первый номер газеты вышел в 1 (13) июля 1893 года в Нижнем Новгороде под названием «Нижегородский листок объявлений и справок». Однако, уже с 15 (27) декабря того же года газета начала выходить как полноценное ежедневное издание, а слова «объявлений и справок» печатались всё более тонкими и мелкими буквами, пока 19 (31) декабря 1895 года не исчезли совсем. С этого момента «Нижегородский листок» стал выходить с подзаголовком «ежедневная общественно-литературная, политическая и биржевая газета». Газета придерживалась левых взглядов — сперва отражая мнение народников, затем — эсэров и наконец, после Манифеста 17 октября 1905 года, провозгласившего свободу печати в России, газета стала рупором нижегородского отделения Конституционно-демократической партии. Печатала преимущественно материалы, посвящённые жизни Нижнего Новгорода, Нижегородской губернии и Поволжья.
«Нижегородский листок» пользовался популярностью среди нижегородской интеллигенции, многие известные авторы эпохи печатались на её страницах, среди них — Максим Горький, Леонид Николаевич Андреев, Николай Фёдорович Анненский, Николай Георгиевич Гарин-Михайловский, Виктор Александрович Гольцев, Константин Михайлович Станюкович и другие. Активнейшим сотрудником газеты был известный впоследствии писатель и публицист Владимир Галактионович Короленко. Короленко писал для издания как об очень крупных и общественно значимых темах (таких, как Мултанское дело, военное правосудие или защита украинских крестьян), так и о казалось бы небольших, частных случаях — неправильной нумерации домов или засыпке оврага навозом. На страницах «Нижегородского листка» впервые увидели свет такие рассказы Леонида Андреева как «Случай» (16 (29) октября 1901, с. 2) и «Набат» (24 ноября (7 декабря) 1901, с. 2) и рассказ Максима Горького «История одного преступления» (с 13 (26) по 20 ноября (3 декабря) 1901).
Издание газеты дважды приостанавливалось по цензурным соображениям: с 9 (21) февраля по 9 (21) мая 1898 года и с 3 (15) августа по 3 (15) октября 1899 года.
Первым издателем газеты был М. М. Милов, вслед за ним — С. Н. Казачков, Евсей Маркович Ещин, с 1900 по 1906 годы — Илларион Галактионович Короленко (брат писателя), с 1906 по 1917 годы — снова Ещин. Редакторами в разное время были А. А. Дробыш-Дробышевский, С. А. Духовской, Г. Н. Казачков, М. М. Милов.
После Октябрьской революции 1917 года издание было закрыто, последний номер вышел 24 декабря 1917 (6 января 1918) года. Редакционные и полиграфические возможности закрытой газеты были использованы Нижегородским советом рабочих и солдатских депутатов, выпускавшим с 28 декабря 1917 (10 января 1918) года по 31 октября 1918 года газету «Нижегородский рабочий листок».

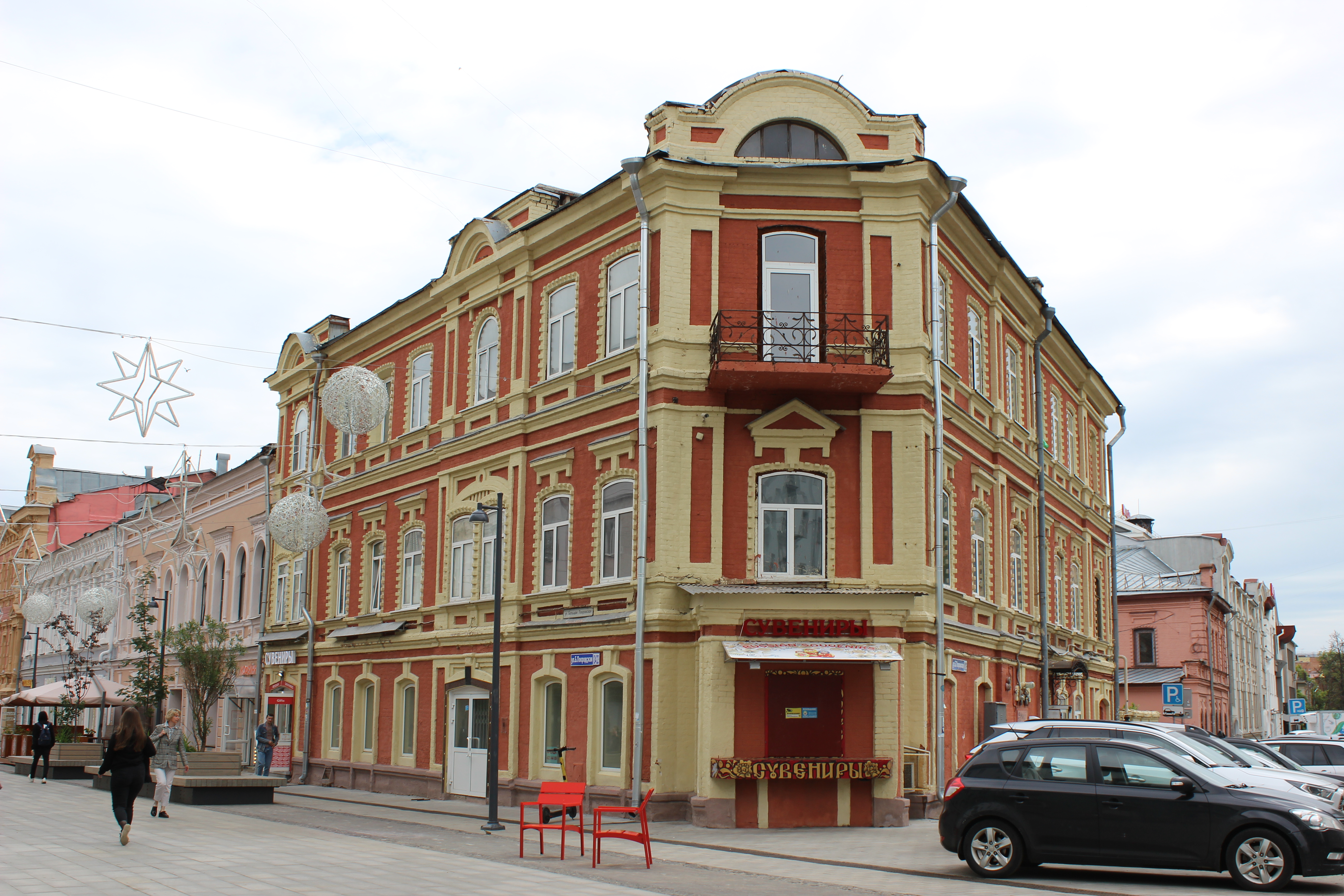
Здание на углу Большой Покровской и Грузинской улиц в Нижнем Новгороде, где располагалась редакция газеты. Современный вид
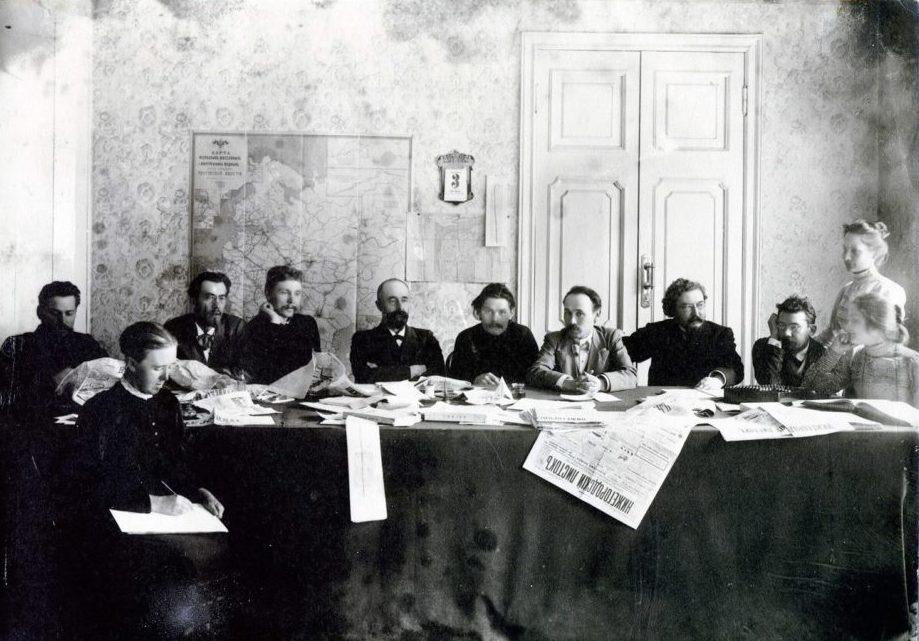
Максим Горький и журналисты «Нижегородского листка». Слева направо: А. Н. Шмит, И. В. Ермаков, Н. А. Скворцов, Ф. П. Хитровский, С. Д. Протопопов, Максим Горький, Е. М. Ещин, И. С. Гриневский, С. А. Духовской, Е. Д. Тихонравова, А. Д. Гриневская. Фото М. П. Дмитриева, 1899